# Zedeque
Zedeque (Zedek) é a principal divindade dos Jebuseus, que habitavam Jerusalém, antes da invasão desta pelo Rei Davi. Significa Justo.
Segundo o escritor fenício Sanconíaton, traduzido do fenício por Filo de Biblos e preservado por Eusébio de Cesareia, Misor e Sydyc (Zedeque) foram os descobridores do uso do sal. Misor foi o ancestral de Taautus, chamado pelos egípcios de Thoor, pelos alexandrinos de Thoyth e pelos gregos de Hermes e Sydyc (justo) o ancetral dos Dióscuros ou cabiros ou coribantes ou samotrácios: eles foram os primeiros que construíram um navio completo.

## Etimologia
Filo de Byblos deu o significado grego do nome como Δίκαιον "Justiça", indicando assim que a palavra corresponde à raiz semítica para "justiça", √ṣdq. Um deus fenício chamado ṣdq é bem atestado epigraficamente; ele também é mencionado por Philo como metade de um par de divindades com Misor (Μισωρ).